# Francisco de Marcos
Francisco de Marcos y Crespo (Guayaquil, 11 de mayo de 1794 - Ibídem, 21 de junio de 1872) fue un político guayaquileño y prócer de la independencia ecuatoriana. Antes del movimiento emancipador ostentaba el cargo de Regidor del Cabildo colonial, sin embargo, pasó a las filas independentistas en 1820. Formó parte del gobierno provisorio de la Provincia Libre de Guayaquil. También formó parte de la Asamblea Constituyente celebrada en Riobamba de 1830 que fundó al Estado del Ecuador y fue vicepresidente de la república de 1843 a 1845.

## Biografía

### Primeros años
Francisco de Marcos nació en la ciudad de Guayaquil el 11 de mayo de 1794 en tiempos de la Imperio español. Fue hijo del doctor Antonio de Marcos y González y de la señora Francisca Crespo y Cassaus. Sus primeros estudios los realizó en su ciudad natal, sin embargo, luego viajó a Quito para ingresar a la Universidad de Santo Tomás -actual Universidad Central del Ecuador, en la cual, el 6 de abril de 1819 obtuvo el título de «doctor en Jurisprudencia».

### Independencia
En 1820 le interesó la causa independentista llevada a cabo en otros países. Luego participó en los movimientos relacionados con la revolución del 9 de octubre de aquel año que declaró la emancipación de Guayaquil, y fue uno de los primeros que firmaron el Acta de la Independencia. El 8 de noviembre, al organizarse la primera Junta Suprema de Gobierno fue nombrado Secretario de la misma.
En 1822 rechazó las pretensiones del libertador Simón Bolívar de anexar la Provincia Libre de Guayaquil a la Gran Colombia. En lo posterior, Bolívar invadió a la ciudad y se declaró dictador, asumiendo el poder político, y decretando la anexión. Francisco de Marcos, junto a los miembros de la Junta de Gobierno de Guayaquil, se autoexiliaron al Perú donde permanecieron durante algún tiempo.

### Estado ecuatoriano

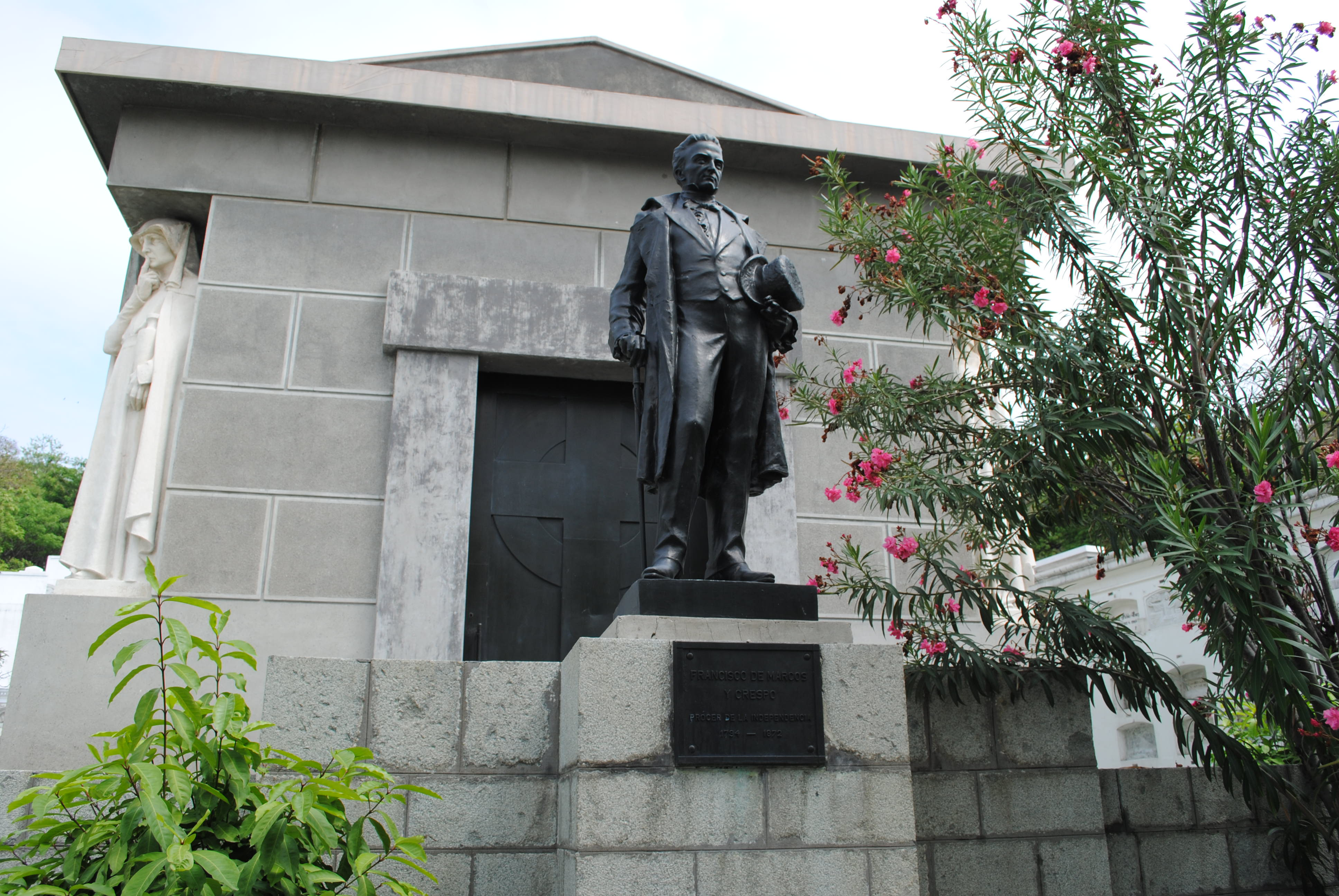
Estatuario y mausoleo de Francisco de Marcos en el Cementerio General de Guayaquil.

En 1830, el Distrito del Sur se separó de la Gran Colombia creándose el Estado del Ecuador, por lo cual Juan José Flores convocó a una Asamblea Constituyente en Riobamba para que redacte la primera constitución del país, en la cual Francisco de Marcos asistió como diputado.
De Marcos fue diputado en el Congreso Ordinario reunido en Quito a partir del 10 de septiembre hasta el 29 de octubre de 1833, en la cual fue nombrado Presidente del Congreso. Posteriormente, durante el segundo gobierno de Flores, desempeñó el cargo de Ministro del Interior y de Relaciones Exteriores.
También participó en la Asamblea Constituyente de 1843 que redactó la tercera constitución ecuatoriana, conocida en lo posterior como «Carta de la Esclavitud». Aquella asamblea lo eligió para el cargo de vicepresidente de la República junto al general Flores en su tercer gobierno. Estuvo encargado del poder ejecutivo, por ausencia del presidente, desde el 3 de noviembre hasta el 5 de diciembre de ese año; y luego desde el 23 de agosto hasta el 23 de septiembre de 1844.
En 1845 estalló la Revolución marcista que puso el fin al floreanismo, tras lo cual, Francisco de Marcos nuevamente fue convocado al Congreso como senador suplente por la provincia del Guayas, y cinco años después participó en la rebelión guayaquileña del 20 de febrero de 1850 que proclamó la jefatura suprema de Diego Noboa.
Falleció a la edad de 78 años en la ciudad de Guayaquil, el 21 de junio de 1872.